# Maison Venise
La Maison Venise, située au n° 61 de la rue de la Madeleine à Bruxelles, est une maison de style baroque tardif, avec colonnades clacissisantes, datant du début du XVIIIe siècle.
Présentant une triple travée et trois niveaux, elle se signale par un décor sculpté original composé de deux hauts-reliefs symboliques représentant la personnification de l'Asie et de l'Amérique.